# Henning Ballhausen
Henning Ballhausen (* 28. November 1998) ist ein ehemaliger deutscher Basketballspieler.

## Laufbahn
Ballhausen spielte als Jugendlicher beim TSV Weilheim sowie beim FC Bayern München. 2015 wechselte er zum MTSV Schwabing, sammelte Einsätze in der Herren-Regionalliga sowie für die dem MTSV angeschlossene Internationale Basketballakademie München in der Nachwuchs-Basketball-Bundesliga.
Die Saison 2017/18 verbrachte Ballhausen im US-Bundesstaat North Carolina, wo er für die Mannschaft der Bull City Prep Academy auflief. Dort erlitt er kurz vor dem Ende des Spieljahres eine schwere Meniskusverletzung. Nach seiner Rückkehr in sein Heimatland wurde er im Juli 2018 vom Bundesligisten BG Göttingen verpflichtet. Am 22. November 2018 kam es zwischen Ballhausen und den „Veilchen“ zur Trennung, nachdem er sich wegen einer weiteren Knieverletzung einer Operation unterziehen musste und zuvor aus demselben Grund keine einzige vollständige Trainingseinheit bei den Niedersachsen hatte bestreiten können.
In der Sommerpause 2019 wurde Ballhausen vom Zweitligisten Uni Baskets Paderborn verpflichtet. Er kam bei den Ostwestfalen im Spieljahr 2019/20 in 23 Partien zum Einsatz und erzielte 0,7 Punkte je Begegnung. Im Oktober 2020 gab er seinen Einstand beim Regionalligisten Cuxhaven Baskets. Die Regionalliga-Saison 2020/21 wurde noch im Herbst 2020 wegen der COVID-19-Pandemie abgebrochen, im Sommer 2021 wechselte Ballhausen zu CB Ifach Calpe in die vierte spanische Liga, EBA.
Er ging zu seinem Heimatverein TSV Weilheim (2. Regionalliga) zurück, zur Saison 2023/24 wechselte er zum Drittligisten Ehingen/Urspring. Bei dem Verein wurde er 2024 Trainer der U16-Mannschaft in der Jugend-Basketball-Bundesliga und Assistenztrainer der Herrenmannschaft in der 2. Bundesliga ProB. Nach dem Abstieg in die 1. Regionalliga wurde Ballhausen im Sommer 2025 Cheftrainer Ehingen/Ursprings und betreute fortan ebenfalls die U19-Jugendmannschaft in der Nachwuchs-Basketball-Bundesliga.